# Tadashi Koya
Tadashi Koya (小屋 禎?, Koya Tadashi; Kanagawa, 24 maggio 1970) è un ex calciatore giapponese, di ruolo difensore.

## Carriera
Ha militato in massima categoria giapponese nel JEF United Ichihara Chiba e nella seconda serie con il Brummell Sendai.